# Lotus Turbo Challenge 2
Lotus Turbo Challenge 2 es un videojuego de carreras desarrollado por Magnetic Fields y publicado por Gremlin Graphics en 1991 para las principales plataformas de la época. El juego es la secuela de Lotus Esprit Turbo Challenge. La serie continúa con Lotus III: The Ultimate Challenge.

## Jugabilidad
Se introduce el modo de pantalla completa para un jugador y las condiciones meteorológicas como lluvia o nieve. El juego es uno de los primeros en admitir el modo de dos jugadores entre dos Amigas conectados con un cable serie, cada uno con su propia copia del software.

## Autos
- Lotus Esprit Turbo SE Rossa.
- Lotus Elan SE Gialla.

## Pistas
A continuación se muestran las pistas presentes en el juego con los distintos tipos.
- 1. Bosque, pozos de agua y árboles en la calle.
- 2. Paseo nocturno en la ciudad, las esquinas cerradas reducen la visibilidad.
- 3. Campo con niebla densa, charcos de aceite y agua de muy poca visibilidad.
- 4. Pista sobre nieve, capas de hielo y rocas en la pista.
- 5. Desierto, montones de arena y arbustos, muchas subidas y bajadas.
- 6. Ciudades, coches que se aproximan, intersecciones peligrosas.
- 7. El pantano, charcos de agua y aceite, carriles estrechos y arbustos, curvas cerradas y rápidas, potenciadores de tiempo extra necesarios para recolectar.
- 8. Tormenta, lluvia intensa y pista inundada, rocas y muchos otros obstáculos, se necesitan potenciadores turbo para recolectar.